# Мартен Ейкелбом
Мартен Ейкелбом (нід. Marten Eikelboom, 12 жовтня 1973) — нідерландський хокеїст на траві.
Олімпійський чемпіон 2000 року, срібний призер 2004 року.
Срібний призер Чемпіонату світу 1994 року, бронзовий призер 2002 року.
Срібний призер Чемпіонату Європи 1995, 1999 років.
Переможець Трофею чемпіонів 1996, 1998, 2000 років, бронзовий призер 1999, 2001 років.